# گانا ایلیسوتسکا
گانا ایلیسوتسکا (انگلیسی: Ganna Ielisavetska؛ زادهٔ ۳۰ دسامبر ۱۹۸۰) ورزشکار اهل اوکراین است.
وی در مسابقات کشوری و بین‌المللی در مجموع برندهٔ ۱۰ مدال طلا، ۲ مدال نقره شده‌است.